# Sisters of Mercy
Sisters Of Mercy és una cançó del cantautor canadenc Leonard Cohen, apareguda en el seu primer àlbum Songs of Leonard Cohen que va aparèixer el 1967.